# Hydrotaea nidicola
Hydrotaea nidicola este o specie de muște din genul Hydrotaea, familia Muscidae, descrisă de Malloch în anul 1925. Conform Catalogue of Life specia Hydrotaea nidicola nu are subspecii cunoscute.